# Швец, Надежда Фёдоровна
Надежда Фёдоровна Швец (24 июня 1959, Краснодар — 18 октября 2022, Лос-Анджелес, США) — советская и украинская художница, режиссёр. Главный художник Харьковского национального академического театра оперы и балета имени Н. Лысенко. Заслуженный художник Украины.

## Биография
Родилась в Краснодаре, 24 июня 1959 года в семье врачей.
В 1961 году семья переехала в Таганрог. Закончила в Таганроге среднюю школу № 3.
Училась в Таганрогской детской художественной школе, ученица Леонида Стуканова. Училась в Ростовском художественном училище имени М. Б. Грекова (мастерская Ю. Щебланова).
Окончила Ленинградский государственный институт живописи, скульптуры и архитектуры имени И. Е. Репина по специальности «искусствоведение». С 1983 по 1987 год работала руководителем изостудии для взрослых в таганрогском Дворце культуры имени Ленина.
С 1987 по 1990 год работала художником-постановщиком в Таганрогском драматическом театре имени А. П. Чехова.
Надежда Швец как художник поставила более 90 спектаклей в разных театрах Украины и СНГ. С 1993 года работала в Харьковском академическом театре оперы и балета. На её счету сотни концертов и более 10 тысяч сценических образов.
Признанный мастер театрального костюма, неоднократно с успехом проходили её персональные выставки костюма, одна из них состоялась в Киеве, во Дворце культуры «Украина». Знаменитый французский хореограф Морис Бежар назвал костюмы балету И. Стравинского «Весна священная» гениальными. Для лондонской балетной труппы Н. Швец создала костюмы для балета «Щелкунчик». Среди работ художницы — купальные костюмы к мировым чемпионатам и олимпиаде для сборной Украины по синхронному плаванию и костюмы сборной Украины по фигурному катанию. В сентябре 2009 года в харьковской галерее «Маэстро» прошла выставка работ Надежды Швец, приуроченная к её юбилею.
Помимо работы в театре, занималась оформлением большого количества проектов на различных площадках страны, среди них к программным можно отнести Президентскую ёлку 2001—2002 года в киевском Национальном дворце искусств «Украина».
В 2010 году окончила Харьковский национальный университет искусств имени И. П. Котляревского по специальности «режиссёр драматического театра» (курс А. С. Барсегяна). Дипломной работой была опера «Свадьба Фигаро» (режиссёр-постановщик, сценография, костюмы).
В 2009 году стала лауреатом регионального рейтинга «Харьковчанин года — 2009». В 2010 году была отмечена Почётным отличием Харьковского областного совета «Слобожанская слава».
В 2020 году Надежда Швец стала лауреатом национальной Премии имени Богдана Хмельницкого за постановку в Харьковском академическом театре оперы и балета оперы П. И. Чайковского «Мазепа».
Жила и работала в Харькове. Скончалась 18 октября 2022 года в Лос-Анджелесе.

## Работы в театре
С 1987 г. — художник-постановщик Таганрогского драматического театра им. А. П. Чехова.
- «Барменша из дискотеки», В. Андреев
- «Дом Бернарды Альбы», Г. Лорка
- «Мастер и Маргарита», М. Булгаков
- «Шум за сценой», М. Фрейн
- «Все мыши любят сыр», Д. Урбан
- «В Пути», А. Чехов
- «Медея», А. Разумовская
- «Клич Чактоу», Уильямс

С 1990 г. — главный художник Днепродзержинский академический музыкально-драматический театр им. Леси Украинки.
- «Генералы в юбках», Ж. Ануйя
- «Нельская башня», А. Дюма
- «Волчица», Г. Соловский

С 1991 г. — главный художник Днепропетровский государственный академический театр оперы и балета.
- «Кармен», Ж. Бизе. Сценография, костюмы. 1992 г.
- «Гетьман» (балет), П. Чайковский. Сценография, костюмы.
- «Тоска», Дж. Пуччини. Сценография, костюмы.

С 1993 г. — главный художник Харьковский национальный академический театр оперы и балета имени Н. В. Лысенко.

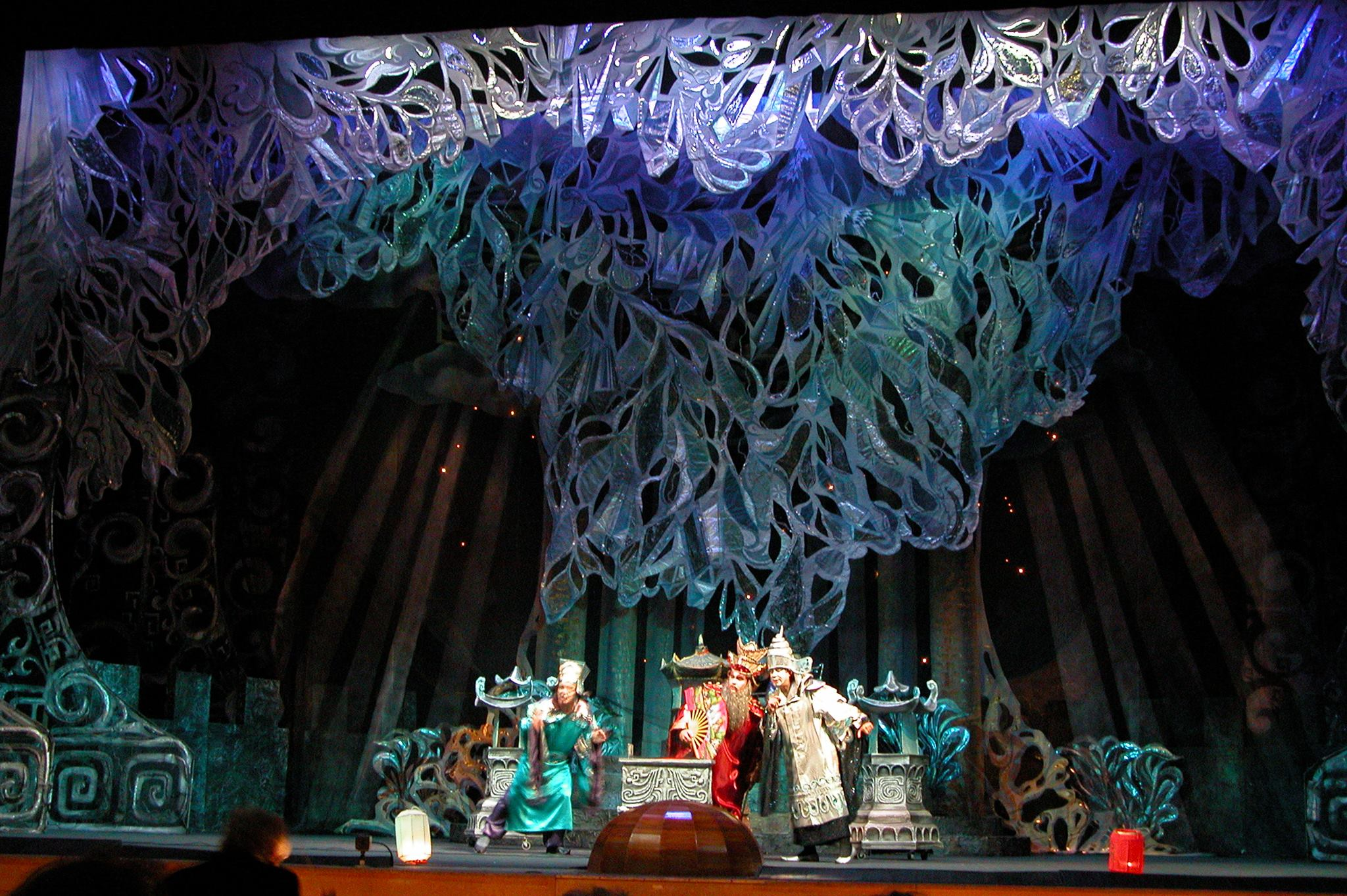
«Турандот», ХНАТОБ, 2002
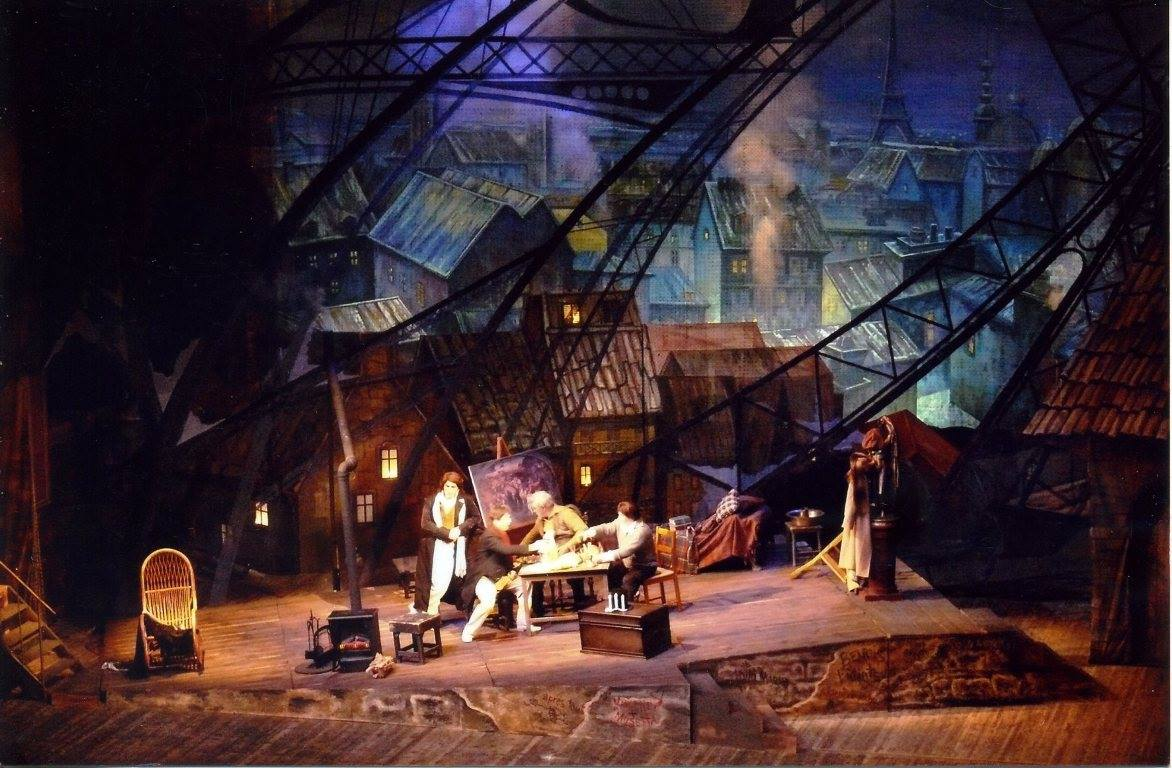
«Богема», ХНАТОБ, 2008
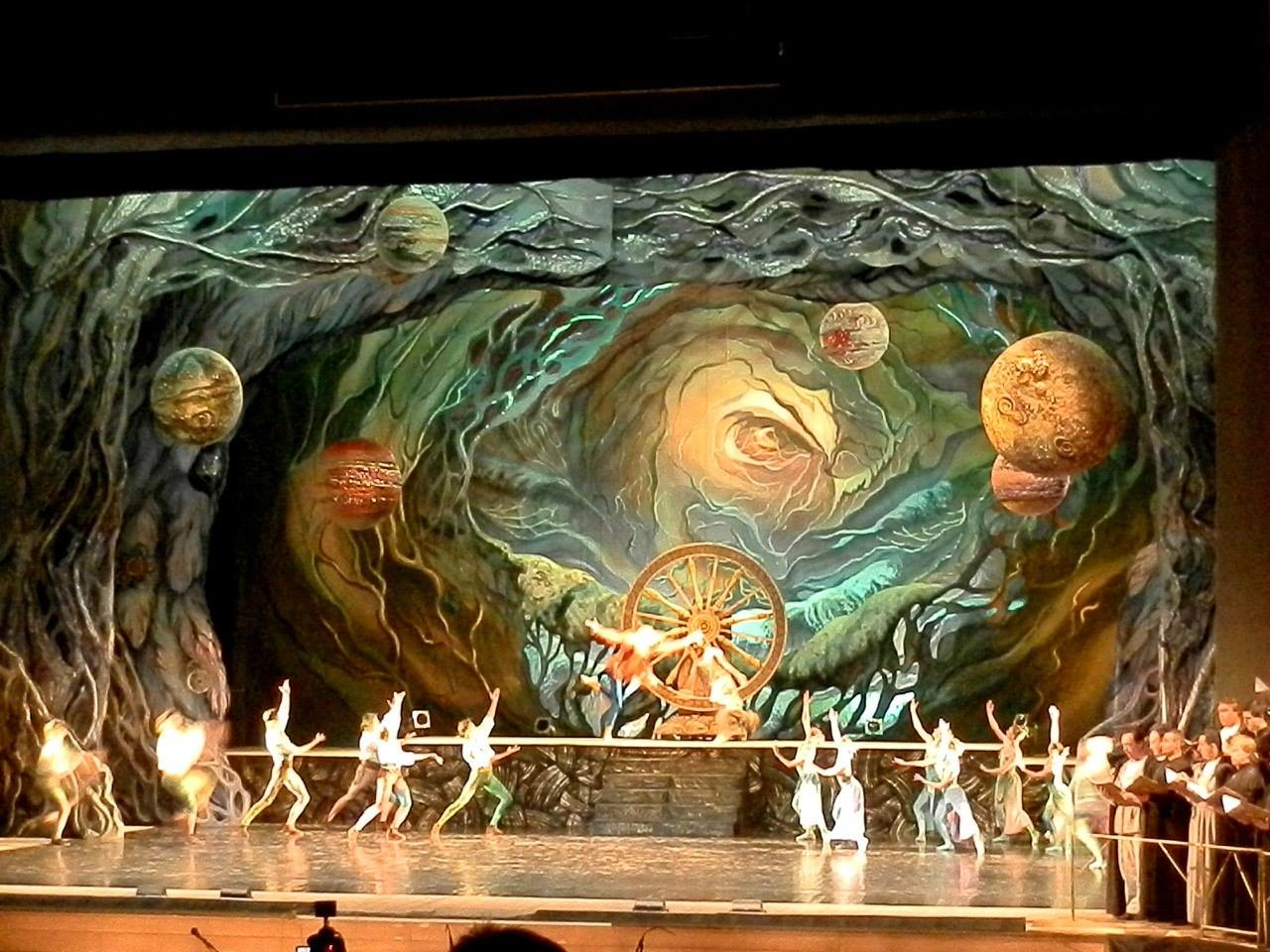
«Carmina Burana», ХНАТОБ, 2014

- 1993 — «Травиата», Дж. Верди. Сценография, костюмы.
- 1993 — «Ярославна Королева Франции», А. Рудницкий. Костюмы. Киевский Национальный театр оперы и балета.
- 1994 — «Кармен», Ж. Бизе. Сценография, костюмы.
- 1995 — «Евгений Онегин», П. Чайковский. Сценография, костюмы.
- 1996 — «Жизель», А. Адан. Сценография, костюмы.
- «Симфонические танцы», С. Рахманинов.
- «Франческа Да Риммини», С.Рахманинов. Сценография + костюмы.
- 1998 — «Весна священная», И. Стравинский. Сценография, костюмы.
- 1998 — «Спящая красавица», П. Чайковский. Костюмы.
- 1998 — «Чио-чио-сан», Дж. Пуччини. Сценография, костюмы.
- 1998 — «Директор театра», В. А. Моцарт. Сценография, костюмы.
- 1998 — «Служанка-госпожа», М. Перголези. Сценография, костюмы.
- 2000 — «Петрушка», И. Стравинский. Сценография, костюмы.
- 2000 — «1001 ночь», Л. Минкус. Костюмы.
- 2001 — «Поэт», Л. Колодуб. Сценография, костюмы.
- 2002 — «Турандот», Дж. Пуччини. Сценография, костюмы[9].
- 2003 — «Чиполлино», А. Хачатурян (Донецкий театр оперы и балета, детская балетная школа Вадима Писарева). Сценография, костюмы.
- 2003 — «Бемби» балет-сказка, И. Ковач, Ю. Ковач. Харьковский театр музыкальной комедии. Сценография, костюмы.
- 2004 — «Весёлая вдова», оперетта, Ф. Легар, В. Масс, В. Червинский. Харьковский театр музыкальной комедии. Сценография.
- 2004 — «Самсон и Далила», Ш. К. Сен-Санс. Сценография, костюмы.
- 2004 — «Трубадур», Дж. Верди. Сценография, костюмы. (+) Режиссёр-постановщик.
- 2005 — «Реквием», Дж. Верди. Сценография, костюмы, (+) Режиссёр-постановщик.
- 2006 — «Щелкунчик», П. Чайковский. Сценография, костюмы.
- 2006 — «Набукко», Дж. Верди. Сценография, костюмы. (+) Режиссёр-постановщик.
- 2007 — «Дон Жуан», В. А. Моцарт. Сценография, костюмы.
- 2007 — «Князь Игорь», А. Бородин. Сценография, костюмы.
- 2007 — «Конёк-Горбунок», Р. Щедрин. Сценография, костюмы.
- 2007 — «Щелкунчик», П. Чайковский. Костюмы. Одесский Национальный театр оперы и балета.
- 2008 — «Богема», Дж. Пуччини. ХНАТОБ им. Н. Лысенко. Сценография, костюмы.
- 2008 — «Коппелия», Л. Делиб. Сценография, костюмы[10].
- 2009 — «Трубадур и его друзья», Г. Гладков. Сценография, костюмы.
- 2009 — «Черевички», П. И. Чайковский. Сценография, костюмы[11].
- 2010 — «Свадьба Фигаро», В. А. Моцарт. Режиссёр-постановщик (Дипломный спектакль ХНУИ им. И.Котляревского по специальности режиссура драм.театра, курс Народного артиста Украины, Профессора Барсегяна А. С.) (+)Сценография, костюмы.
- 2011 — «Бестиарий», А. Щетинский. Сценография, костюмы[12].
- 2011 — «Турандот», Дж. Пуччини (Донецкий театр оперы и балета). Сценография, костюмы[13][14].
- 2012 — «Летучая мышь», оперетта И. Штраус. ХНАТОБ им. Н. Лысенко. Сценография, костюмы[15].
- 2013 — «Дама с камелиями» (Травиата), опера Дж. Верди. ХНАТОБ им. Н. Лысенко. Сценография, костюмы.
- 2013 — «Богема», Дж. Пуччини. Сценография для Ellen Kent Opera & Ballet International.
- 2013 — «Отелло», опера Дж. Верди, ХНАТОБ им Н. Лысенко. Сценография, костюмы.
- 2014 — «Колесо Фортуны», вечер балета — 1 акт М. Равель «Болеро», 2 акт К. Орф «Carmina Burana», ХНАТОБ им Н. Лысенко. Сценография и костюмы[16].
- 2015 — «Снежная королева», балет, А. Шимко. ХНАТОБ им. Н. Лысенко. Сценография, костюмы[17][18].
- 2016 — «Золушка», балет, С. Прокофьев. ХНАТОБ им. Н. Лысенко. Сценография и костюмы[19].
- 2021 — «Спартак», балет, А. Хачатурян. ХНАТОБ им. Н. Лысенко. Сценография и костюмы[20].

В других театрах:

## Избранные выставки
- 2017 — «После Графа». Выставочный зал ТО Союза художников России, Таганрог[21][22][23][24].
- 2009 — «Надежда Швец». Галерея «Маэстро», Харьков[1][6].